# R4M (НАР)

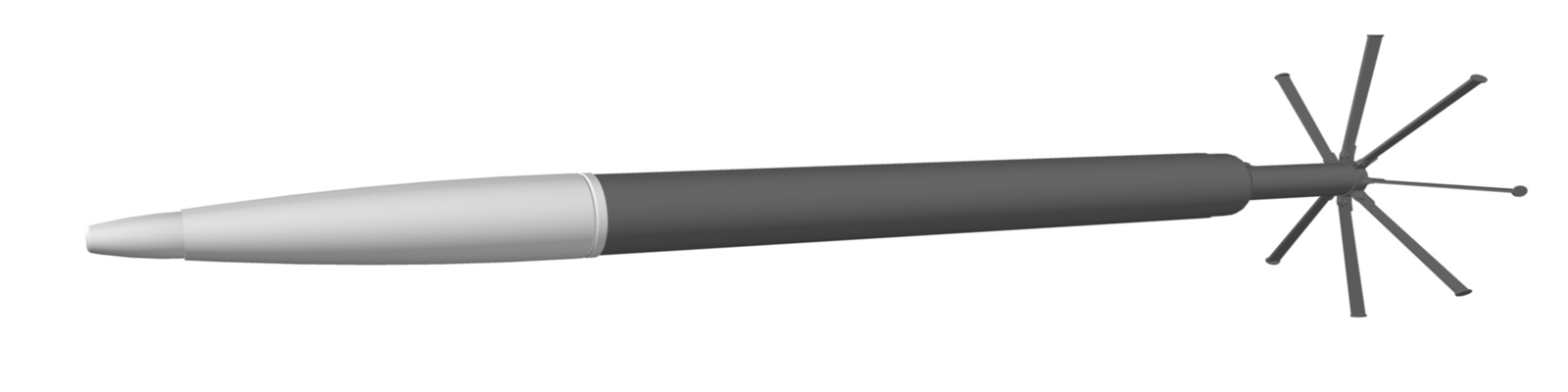
НАР R-4M «Orkan».

R4M (в оригинале R4/M — индекс Министерства авиации, RLM). Здесь R — нем. Rakete, 4 — масса снаряжённой ракеты в кг, а М — нем. Minenkopf (с фугасной боевой частью)) — неуправляемая авиационная ракета класса «воздух-воздух».
Разработана в Германии в конце Второй мировой войны и использовалась вплоть до её окончания. R4M — одна из первых произведённых в промышленных масштабах боеспособных ракет класса «воздух-воздух». После войны R4M послужила прототипом при создании ряда аналогичных ракет в США, СССР и ряде других стран.

## Разработка
Основными побудительными причинами к созданию данного типа ракет было падение эффективности ПВО Германии в 1944 году. Применение ряда новых тактических приёмов, появление истребителей P-51 Mustang и P-47 Thunderbolt, снабженных подвесными топливными баками и способных сопровождать тяжёлые бомбардировщики на всём протяжении полёта, привело к высокому уровню потерь среди истребителей ПВО Германии. Это скоро сказалось на их качественном уровне — восполнить потери самолётов в необходимый срок крайне затруднительно, а в опытных лётных кадрах и вовсе невозможно. Тяжёлые бомбардировщики союзников, такие как Boeing B-17 Flying Fortress, обладали хорошей «живучестью», а наличие истребительного эскорта сводило к минимуму время возможной атаки. Решение данной проблемы было возможно несколькими путями, но наиболее быстрый был в повышении мощности атаки (одного попадания данной ракеты было достаточно для поражения самолёта). Дальность действия (прицельный пуск возможен с расстояния в 1 км) ограничивала возможности прицельного огня стрелками пулемётов бомбардировщиков и время (на залп уходят считанные секунды) эффективного противодействия истребителей эскорта.
После начальной стадии опытных работ Рейхсминистерство авиации в сентябре 1944 года поручило двум фирмам DWM (нем. Deutsche Waffen- und Munitionsfabriken) в г. Любек и «Curt Heber Maschinen-Apparate-Fabrik» в г. Остероде (Гарц) разработку неуправляемой авиационной ракеты (НАР) со складывающимся хвостовым оперением для поражения бомбардировщиков. Контракт был выполнен к февралю 1945 года.

## Конструкция
Конструктивно ракета состояла из трёх основных частей:
- боевой части, оснащённой головным ударным взрывателем AzR2,
- твердотопливного ракетного двигателя,
- стабилизатора с раскрывающимся в полёте оперением.

### Боевая часть
Новой, не имевшей на тот период аналогов, являлась фугасная боевая часть ракеты, рассчитана на прямое попадание, в отличие от осколочных снарядов крупнокалиберной зенитной артиллерии, поражавших цель осколками при наличии промахов. Требованиями технического задания Министерства авиации RLM установливалась масса разрывного заряда боевой части 500 г (реализовано 400 г). По немецким данным, заряд массой, как минимум, 350 г, был достаточным для поражения бомбардировщика типа В-17. Боевая часть конической формы выполнена глубокой вытяжкой из тонколистовой стали толщиной 0,8 мм. Для снаряжения боевой части использовалось взрывчатое вещество марки HTA-41 (40 % гексоген, 45 % ТНТ, 15 % алюминиевая пудра). Выбор указанного состава обусловлен его повышенным фугасным действием. Головной взрыватель ударного действия устанавливался на резьбовом соединении. Поскольку существовало стремление обеспечить подрыв боевой части и при наличии промахов, в разработке находился неконтактный взрыватель.

### Двигатель
Камера сгорания ракетного двигателя представляла стальной цилиндр с толщиной стенки 2,5 мм, длина камеры сгорания — 375 мм, внутренний диаметр — 45 мм. К ней приварено сопло с внутренним диаметром 13 мм. В камере размещался литой заряд твёрдого топлива на основе дигликолевого пороха массой 0,815 кг. Максимальное давление в камере составляло 180 кг/см2. Заряд сообщал ракете R4M максимальную скорость в 550 м/с через 0,8 с после пуска, чему соответствовала дистанция порядка 200 м.
Немецкая схема блока стабилизации, разработанного для этой ракеты, оказалась настолько удачной, что по настоящее время (начало XXI века) ракетостроители всех стран в конструкциях подавляющего большинства НАР используют её, внося порой незначительные доработки.

## Серийное производство

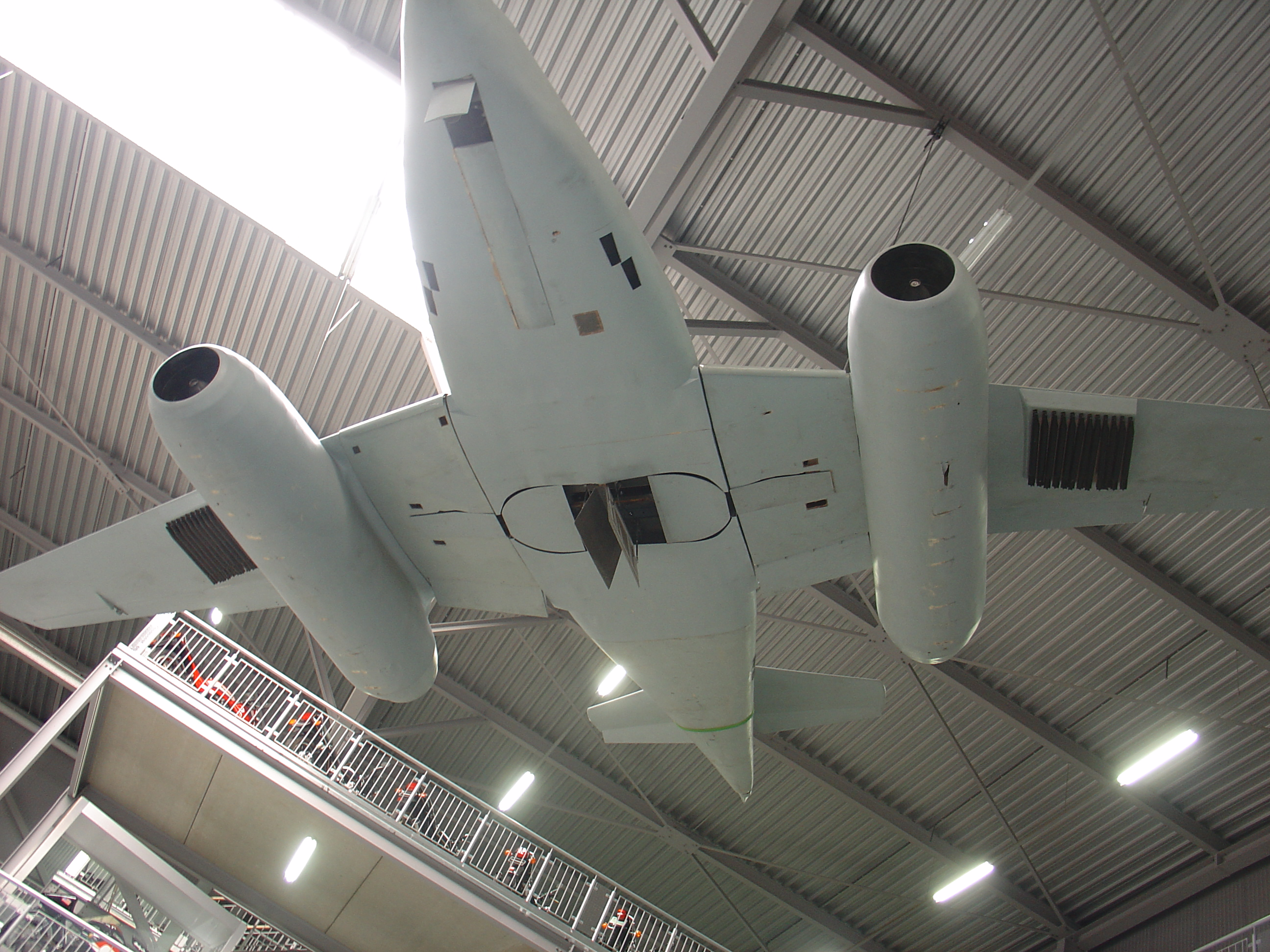
Подкрыльевая установка ракет R4M «батареей» на внешней консоли крыла самолёта Me 262, выставленном в Музее техники в Шпайере (Technikmuseum Speyer), Германия.

Серийно выпускалась фирмой «Curt Heber Maschinen-Apparate-Fabrik» в г. Остероде (Гарц). После передачи ракеты в серию было заказано 20 тыс. ракет. Однако до конца войны было изготовлено 10 тыс. экземпляров.
Кроме того, уже в апреле 1945 года ВВС Германии заказали компании DWM в г. Любек ещё 25 тыс. ракет R4M.

## Боевое применение

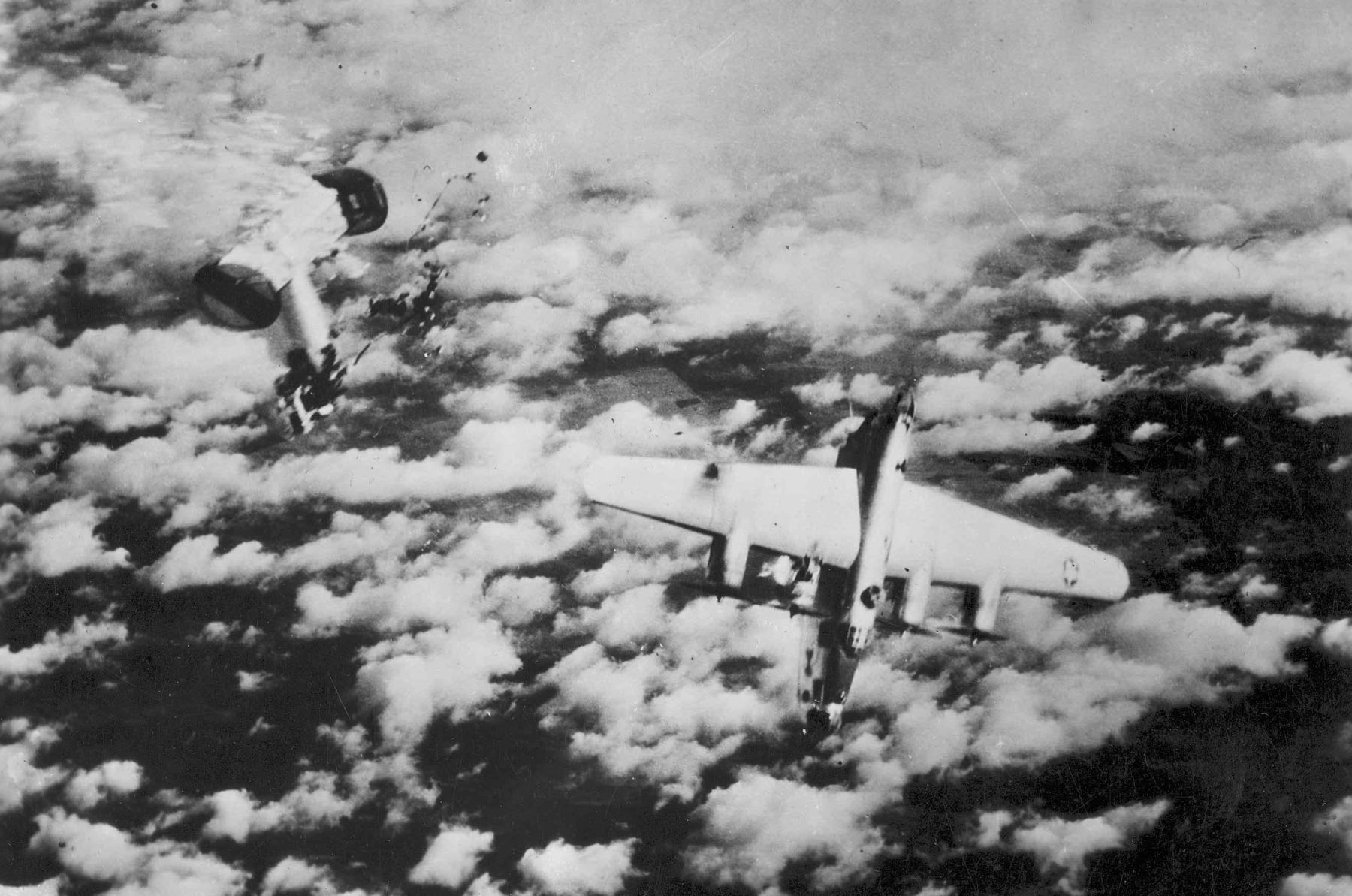
Результат ракетного обстрела НАР R4M бомбардировщика B-24M Liberator истребителем Me-262 4 апреля 1945 г. Разрушение фюзеляжа бомбардировщика с отрывом его хвостовой части, падение обломков в районе Людвигслюст/Гамбург.

Ракета R4M предназначалась для поражения тяжёлых бомбардировщиков противника, таких как B-17 и B-24. Данными ракетами оснащались самолёты Me 262 и Fw 190. Пуск ракет производится из подкрыльевых узлов подвески, на истребителе Me 262 удалось разместить до 24 ракет R4M.
К апрелю 1945 года таких оснащённых самолётов насчитывалось 60 машин (шесть из них несли 48 ракет, установленных в два яруса).
Войсковые испытания ракет R4M состоялись в феврале 1945 года в созданном в том же месяце истребительном авиационном подразделении Jagdverband 44 под командованием А. Галланда.
Начало боевого применения новой ракеты 18 марта 1945 года в ходе массированного налёта англо-американской авиации на Берлин в составе 1221 бомбардировщика и 632 истребителей сопровождения. В ходе налёта шесть Me- 262 авиаэскадры Jagdgeschwader, JG 7 произвели пуски 144 ракет R4M по строю бомбардировщиков, а затем атаковали их огнём бортового оружия. Потери союзников составили двадцать пять бомбардировщиков. В ходе боевого столкновения были сбиты два Me 262.
Независимо от фактического количества сбитых самолётов ракета R4M, несомненно, являлась наиболее эффективным вооружением немецких истребителей в последние месяцы войны. Цифры обеих сторон говорят об эффективности реактивных истребителей, оснащённых ракетным вооружением. Однако из-за огромного численного превосходства союзников относительное число их боевых потерь было столь незначительным, что применение ракет R4M практически не имело никаких решающих последствий.
Правильность выбранной в Германии концепции атаки группы бомбардировщиков залповым огнём неуправляемых ракет, подтверждается, в том числе, дальнейшим развитием этой концепции в ВВС США в годы после Второй мировой войны, её практической реализацией на самолётах F-86D Sabre, F-94 Starfire, F-89 Scorpion и F-102 Delta Dagger.
Эффективное применение немцами данных ракет послужило мощным толчком в развитии неуправляемых ракет на Западе. Наработанные в Германии конструкторские решения и технология производства стали основой для разработки послевоенной американской 70-мм НАР «Майти Маус» (англ. Mk 4/Mk 40 Folding-Fin Aerial Rocket). Указанная ракета принята на вооружение ВВС США в 1949 году, оснащалась неконтактным радиовзрывателем, масса снаряжении боевой части составляла 450 г, дальность стрельбы — более 2 км. R4M также послужила основой при разработке 80-мм НАР фирмы «Испано-Сюиза» (Швейцария), также оснащённой неконтактным взрывателем.

## ТТХ
- Диаметр корпуса: 55 мм
- Длина ракеты: 812 мм
- Максимальная дальность пуска: 1500 м
- Полная масса ракеты: 3,85 кг
- эффективная дальность стрельбы: 600—1000 м
- Максимальная тяга двигателя: 245 кгс
- Время работы РДТТ: 0,75 с
- Масса боевой части: 0,520 кг
- Масса снаряжения БЧ: 0,400 кг
- Тип БЧ: фугасная; взрыватель контактного действия с задержкой подрыва : детонатор — тип VC70 (для стрельбы по воздушным целям); — Duplex (мгновенного действия для стрельбы по наземным целям).

В полёте ракету удерживали восемь раскрывающихся перьев стабилизатора размахом 242 мм.

## Модификации
На основе R4M были разработаны две ракеты для поражения бронированных наземных целей Panzerblitz 2 и Panzerblitz 3. При создании ракеты Panzerblitz 2 фугасная боевая часть была заменена надкалиберной кумулятивной боевой частью диаметром 130 мм, бронепробитие которой составляло 180 мм стальной брони. Из-за увеличенных размеров боевой части ракеты Panzerblitz 2 максимальная скорость ракеты составляла 370 м/с. Для преодоления этого недостатка фирма Deutsche Waffen- und Munitionsfabriken разработала ракету Panzerblitz 3, боевая часть которой представляла модифицированный вариант 75-мм кумулятивного снаряда 75-mm-HL.Gr.43. Скорость ракеты была увеличена до 570 м/с, величина бронепробития составляла 160 мм стальной брони по нормали. Всего было изготовлено несколько образцов ракеты. Двигатель (РДТТ) и хвостовое оперение всех трёх ракет были однотипными.